# Fulgoraecia cerolestes
Fulgoraecia cerolestes is een vlinder uit de familie van de Epipyropidae. De wetenschappelijke naam van de soort is voor het eerst geldig gepubliceerd in 1947 door Tams.